# Dél-Amerika földrajza

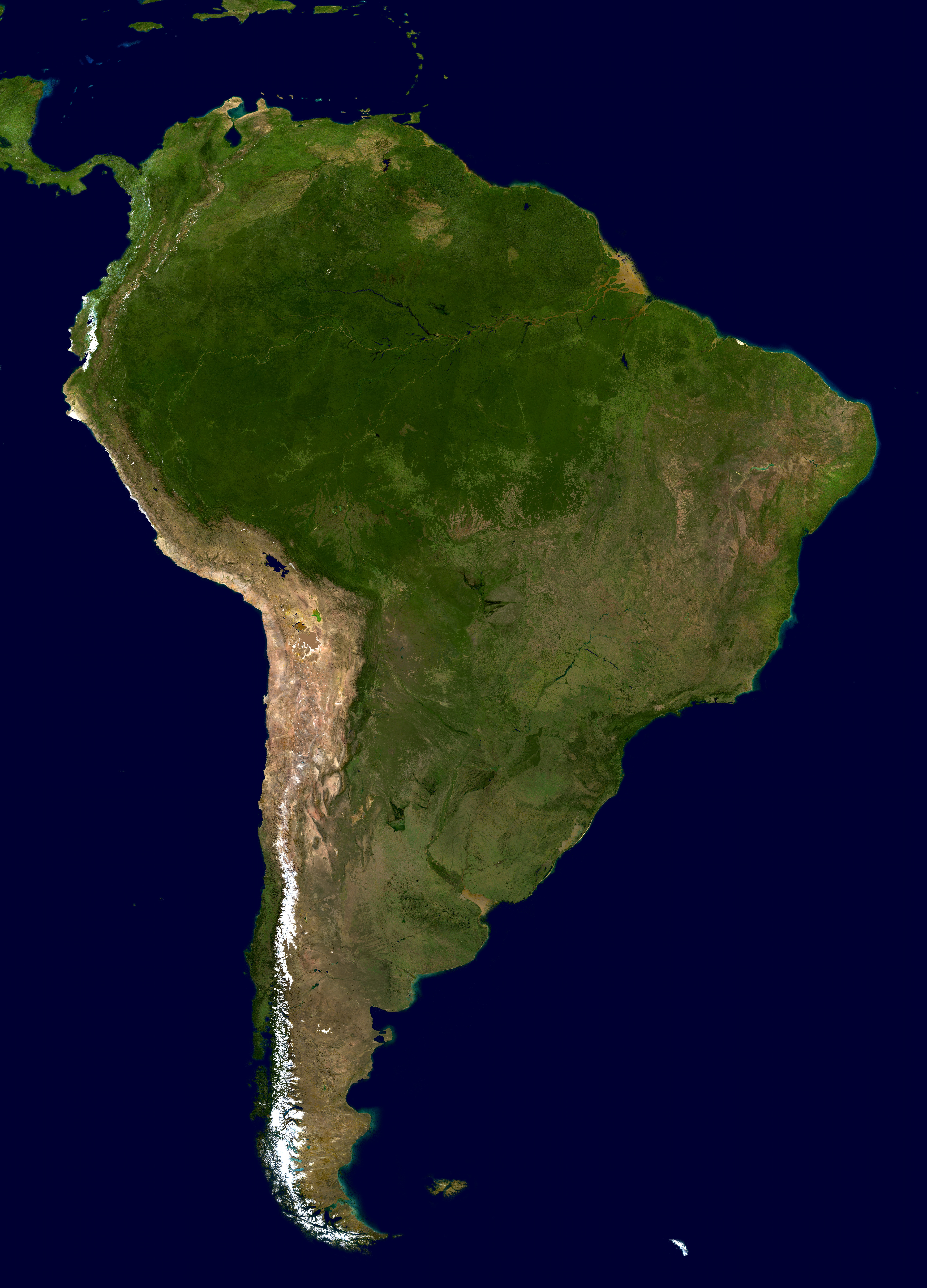
Dél-Amerika térképe

Dél-Amerika földrajza sokféle régiót és éghajlatot ölel fel. Földrajzilag Dél-Amerikát általában az amerikai kontinens déli részét alkotó kontinensnek tekintik, melyek a Kolumbia–Panama határtól délre és keletre, egyesek szerint pedig a Panama-csatornától délre és keletre eső részek. Dél- és Észak-Amerikát néha egyetlen kontinensnek vagy szuperkontinensnek, míg az alkotórészeket ritkán szubkontinenseknek tekintik.
Dél-Amerika Észak-Amerikához geológiai értelemben a Panama-folyosó mintegy 3 millió évvel ezelőtti kialakulásával csatlakozott, a Nagy-Amerika-összeköttetést eredményezve. Az Andok, amely szintén egy viszonylag fiatal és szeizmikusan nyugtalan hegység, a kontinens nyugati szélén húzódik; az északi Andoktól keletre fekvő terület nagyrészt trópusi esőerdő, a hatalmas Amazonas-medence. A kontinens szárazabb területeket is tartalmaz, mint például Kelet-Patagónia és a rendkívül száraz Atacama-sivatag.
A dél-amerikai kontinens több szigetet is magában foglal, amelyek többsége a kontinens országaihoz tartozik. A karibi területeket Észak-Amerikával együtt csoportosítják. A Karib-tengerrel határos dél-amerikai országok - Kolumbia és Venezuela - Karibi Dél-Amerika néven is ismertek.

## Topográfia és geológia
Dél-Amerika földrajzi felépítése egy kontinens méretű szárazföldhöz képest megtévesztően egyszerű. A kontinens domborzatát gyakran egy hatalmas tálhoz hasonlítják, mivel a kontinens belseje szinte sík, magas hegyekkel körülvett. A Csendes- és az Atlanti-óceánon található keskeny parti síkságok kivételével három fő topográfiai jellemzője van: az Andok, egy központi alföld, valamint a keleti részen található kiterjedt Brazil és Guayana-fennsík.
Az Andok egy máig formálódó kainozoikumban kialakult Altiplano hegyvonulat és számos nagyobb völgy, mint például a Rio Magdalena. Itt található a világ három legmagasabb fővárosa: Bogotá, Quito és a legmagasabb, La Paz, Bolívia. A legdélebbi Andok, ahol a Dél-Patagóniai jégmező található, alacsonyabb és keskenyebb. Az északi részen számos nagy gleccser található, de a déli szélesség 19°-tól a déli szélesség 28°-ig az éghajlat olyan száraz, hogy még a legmagasabb csúcsokon sem tud állandó jég kialakulni. Az Altiplano e részén azonban széles körben elterjedt a permafroszt, amely 5600 méter felett folyamatos.
Az Andok eróziójából származó igen termékeny talajok képezték az alapját a kontinens egyetlen prekolumbiánus állami civilizációjának: az Inka Birodalomnak és elődeinek (Chavín, Nazca, Mochica). A terület ma is jelentős mezőgazdasági régió. Az Altiplano számos ritka ásványi anyagot tartalmaz, például rezet, ónt, higanyércet. Az Atacamát nitrátjai miatt bányásszák. Az Andoktól keletre fekvő Perut a világ legfontosabb biodiverzitási gócpontjának tekintik egyedülálló erdeivel, amelyek a világ legnagyobb esőerdőjének, az Amazonasi esőerdőnek a nyugati szélét alkotják.

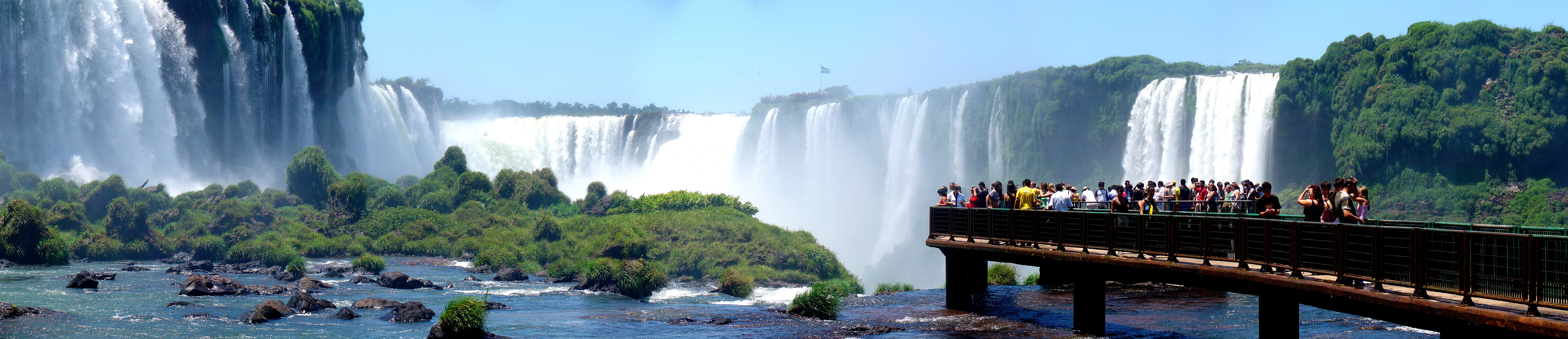
Iguazú-vízesés

Az Andoktól keletre egy nagy alföld található, amelyet kevés folyó, köztük a világ két legnagyobb vízgyűjtő területű folyója - az Amazonas és a délebbre fekvő Paraná folyó - csapol le. E középső alföld másik nagy folyója az Orinoco folyó, amelyet egy természetes csatorna köt össze az Amazonassal.
E középső alföld nagy része ritkán lakott, mivel a talaj erősen kilúgozott, de délen található Argentína nagyon termékeny pampája - a világ egyik legfontosabb élelmiszertermelő régiója, ahol a búza és a húsmarha kiemelkedő szerepet játszik. Az északi alföld természetes növényzete vagy szavanna az északi Llanos és a déli Campos területén, vagy trópusi esőerdő az Amazonas-medence nagy részén. A mezőgazdaság fejlesztésére tett erőfeszítések az Andokból lezúduló folyók termékeny árterein kívül a talajok miatt nagyrészt kudarcot vallottak. Észak-Kolumbiában és Venezuelában régóta szarvasmarhát tenyésztenek, de az északi alföldön ma már a kőolaj a domináns iparág, ami Venezuelát a kontinens leggazdagabb országává tette.

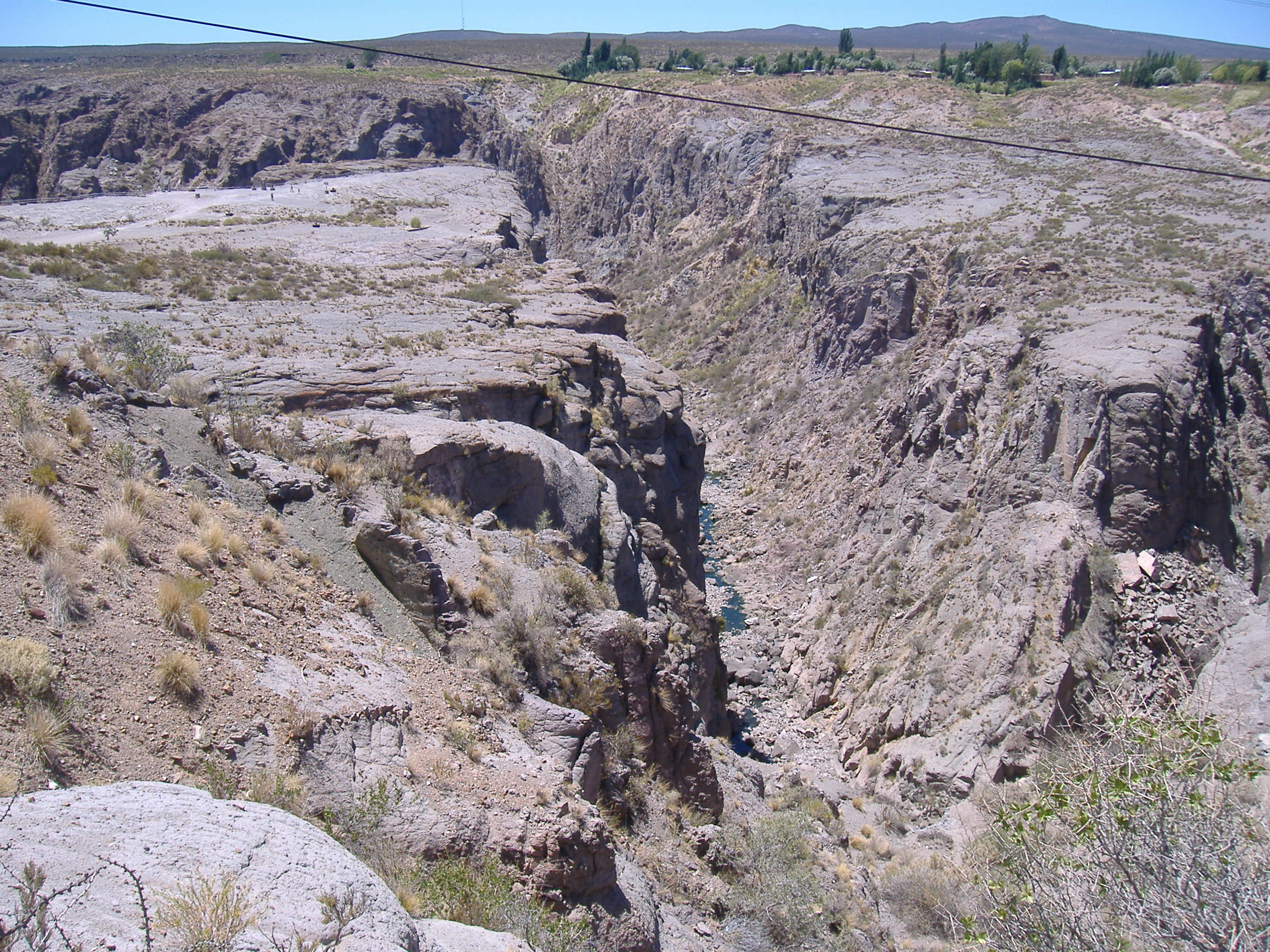
Az Atuel folyó kanyonja Argentínában

A keleti fennsíkok a földkéregnek vannak az Andoknál sokkal régebbi, prekambriumi eredetű területei, melyek helyenként még mindig zordak, különösen Venezuela, Guyana és Roraima nedves tepuijaiban. Az Amazonas folyó egy nagy völgyet vágott át az egykori fennsíkon, keletre pedig egy viszonylag alacsony fennsík található, amely Brazília északkeleti és délkeleti régióit foglalja magába. E régió északi részén található a száraz Sertão, egy szegény vidék - amelyet folyamatosan rendkívül szeszélyes esőzések sújtanak - és a nedves Zona da Mata, amely egykor az egyedülálló atlanti esőerdő otthona volt, számos, az Amazonasban nem található fajjal. A régió ma a cukornádtermelés, délebbre, a szárazföldön pedig a kávétermelés-, São Paulo pedig iparával a kontinens gazdasági központja.
A hegyvidék nagyjából Santa Catarinától délre, Uruguayban alacsony síkságokká alakul.
Az Andoktól keletre, Argentínában számos zord, általában száraz vagy félszáraz elszigetelt hegylánc található, amelyeket Sierras Pampeanasnak neveznek, és amelyek közül a legmagasabb a Sierras de Córdoba az azonos nevű város közelében. Kelet-Patagóniára jellemző, hogy egy sor lávából álló, lépcsőzetes fennsíkot tartalmaz.

## Éghajlat
A Hadley-féle légköri cirkulációs modell részeként az Egyenlítőt különálló meridionális cellák felszálló ágai jellemzik, amelyeket az intenzív napsugárzás hajt. A függőleges konvekció a környező légkörből vonzza a levegőt, amelyet passzátszeleknek nevezünk. Ahogy ezek a befelé irányuló légáramlatok összefutnak, csökkentik a vízszintes szélsebességet, és ahogy emelkednek, csapadékot képeznek. A függőleges konvekció következtében az alsó légkörből a troposzférába hő és édesvíz nettó exportja is történik. Ezt a rendszert ITCZ-nek nevezik. Az ITCZ elhelyezkedése a legnagyobb napsütéses területekre összpontosul, bár az óceánok felett inkább stacionárius, mint a szárazföldek felett.
Az Atlanti-óceán térségében az ITCZ egyértelműen kifejlődött, és az ITCZ térbeli kiterjedése a boreális tavasz idején (március-május) az Egyenlítő közelében éri el a minimumot, míg a késő boreális nyáron (augusztus) az ÉSZ 10°-15°-ig terjedő maximumra. Az ITCZ kialakulásának és térbeli változásának nincs átfogó elmélete, bár több hipotézist is javasoltak. Néhány tanulmány olyan elképzeléseket terjeszt elő, amelyek egy vagy több légköri cellát írnak le az Egyenlítő felett, míg mások szerint az ITCZ helyzete az Ekman-pumpálás hatékonyságától és a nedvesség elérhetőségétől függ. Bármelyik hipotézis is képviseli legjobban a természetes rendszert, egyértelmű, hogy az ITCZ dinamikáját számos más külső éghajlati rendszer is befolyásolja. Ezek közé tartozik a kontinentális konvekció és az egyenlítői aszimmetrikus tengerfelszíni hőmérséklet (SST) eloszlás. Ez az aszimmetria az ITCZ elhelyezkedésének északi irányú torzításában nyilvánul meg, amelyet a szélsebesség, a párolgás és az SST közötti pozitív visszacsatolás tart fenn.
Míg az ITCZ globális kiterjedésű, Dél-Amerika saját, egyedi éghajlati mintázatoknak van kitéve. amelyek a dél-amerikai monszunrendszerbe (SAMS) szerveződtek. A globális éghajlati rendszer integrált komponenseként a SAMS-re hatással van az ITCZ atlanti szektora, a szomszédos Csendes- és Atlanti-óceánok változékonysága, az Andok és Közép-Kelet-Brazília domborzata, a komplex szárazföldi felszíni folyamatok és a földhasználat változásával való összefüggések, valamint a domborzatot és a talajnedvességet érintő kölcsönhatások.

## Növényvilága
A növénytakaró összetett, különösen a fennsíkokon és a csapadékmennyiségben különböző területeken. A nedves trópusi erdők meglehetősen kiterjedtek, lefedik az Amazonas-medencét, ahol a Hileát alkotják, a brazil atlanti sávot északkeletről Santa Catarináig, valamint a csendes-óceáni partvidék peremét a Guayaquil és Maracaibo öblök között.
A dél-brazíliai fennsík egy részét mérsékelt égövi araukáriaerdők félköríves zónája borítja, míg a hideg erdők a chilei Andok középső részén húzódnak, Észak-Argentínában és Paraguay nyugati részét, valamint Dél-Bolíviában a Chaco régiót összefüggő trópusi erdők alkotják.
A területen hatalmas gyepterületek és szavannák találhatók. Az Orinoco medencéjére jellemzőek a llanók, ez a szavannák helyi elnevezése. Brazília északkeleti részén, félszáraz éghajlaton megjelenik a caatinga, és a trópusi éghajlatnak megfelelően Közép-Brazília cerradói terjednek el. A páramos, a magaslati sztyeppvegetáció Ecuador és Peru északi részén az Andok közötti fennsíkok nagy részét borítja, míg a pampák szintén nedves sztyeppvegetációval rendelkeznek, addig a platinai régiót körülvevő ív, nyugaton és a patagóniai fennsíkon száraz. A punák sivatagi vegetációja pedig a Csendes-óceán partvidékének széles szakaszán, Peru középső és déli részén, Chile északi részén és Argentína északkeleti részén uralkodik.

## Állatvilága
Észak- és Dél-Amerikát összekötő Panamai-szorossal, létrejött a nagy amerikai átjárás, amikor a szárazföldi és vízi (édesvízi) állatvilág északról délre és fordítva vándorolhatott.
A Dél-Amerikában őshonos állatok többsége a zoogeográfia úgynevezett neotrópusi területéhez tartozik. A trópusi erdők állatvilágát a majmok, tapírok, rágcsálók (köztük a capybara, a világ legnagyobb rágcsálója), madarak (papagájok, kócsagok stb.) és hüllők (kajmánok) sokasága jellemzi. A macskafélék családjába tartozó nagytestű állatok viszonylag ritkák, akárcsak a nagytestű növényevők. Az amazóniai állatvilág legjellegzetesebb tagjai a lamantin, egy vízi és vegetáriánus emlős, valamint a piranha hal.
Az Andok vidékének, Patagónia hideg sztyeppéinek és sivatagjainak faunája igen sajátos. Az Andok középső részén őshonos legfontosabb állatok a tevefélék amerikai ágának négy tagja: a guanaco, a láma, az alpaka és a vicuña még nem teljesen háziasított, de a láma és az alpaka nagy hasznára van az embereknek. A csincsilla, egy rágcsáló, amely az Andok bizonyos magasan fekvő területein él, és csodálatos bundájáról híres. A rhea, egy struccszerű, három lábujjú madár, amely Tierra del Fuegótól Közép-Brazíliáig fordul elő.
Az Amazonastól délre fekvő füves területek állatvilága jellegzetesen átmeneti, egyrészt az Amazonas, másrészt a Chaco és a pampák között. Ez a terület olyan trópusi fajoknak ad otthont, mint a majmok, hangyászok, lajhárok, tapírok és papagájok, valamint a hidegebb régiókból származó állatoknak, mint a struccok és a armadillók. Mato Grossóban és más szárazföldi területeken nagytestű macskafélék, például a jaguár és pumák élnek.

## Lásd még
- Iguazú Nemzeti Park

## Fordítás
Ez a szócikk részben vagy egészben  a   Geography of South America című angol Wikipédia-szócikk fordításán alapul.  Az eredeti cikk szerkesztőit annak laptörténete sorolja fel. Ez a jelzés csupán a megfogalmazás eredetét és a szerzői jogokat jelzi, nem szolgál a cikkben szereplő információk forrásmegjelöléseként.